# Supporto catalitico
Nell'ambito della catalisi eterogenea, per supporto catalitico si intende un materiale che offre stabilità meccanica al catalizzatore.
In genere i supporti catalitici devono presentare una certa refrattarietà (cioè devono rimanere inalterati dal punto di vista chimico-fisico se sottoposti a temperature elevate), onde evitare fenomeni di disattivazione del catalizzatore.
Altro requisito essenziale perché un materiale possa essere impiegato come supporto catalitico è che esso abbia un'elevata area superficiale.
Le dimensioni delle particelle che costituiscono il supporto catalitico variano da 10 micron (per i reattori slurry) a 1 metro (per i sistemi catalitici "monolitici").

## Esempi di supporti catalitici
Di seguito sono presentati alcuni esempi di supporti catalitici che sono stati (e/o che sono) impiegati nel campo dell'industria chimica:
- Carbonio attivo: nei processi di idrogenazione che impiegano catalizzatori a base di metalli nobili.[2]
- γ-allumina: nel processo di copolimerizzazione dell'etilene con 1-olefine.[3]
- Silice: come supporto per catalizzatori al platino.[4]
- Nafion: in applicazioni riguardanti i biosensori.[5]